# 穆磐石
穆磐石（Peter R. Moody Jr., 1943年—）是美国印第安纳州南本德市圣母大学政治学荣休教授和中国政治专家。

## 生平
穆磐石于1943年出生于加州旧金山。1965年获得范德堡大学文学学士。1967年和1971年分别获得耶鲁大学文学硕士和哲学博士学位。此后担任圣母大学政府与国际研究系助理教授（1971-1977）、副教授（1977-1983）和教授（1983-2013），2013年成为荣休教授。

## 观点
穆磐石认为，毛泽东和他的追随者主张用阶级斗争、不断革命和无产阶级专政的方法来解决社会中不同利益集团之间的矛盾。文革就是他们解决这种矛盾的一个尝试，导致无穷无尽的动荡、你死我活的恶斗和国民经济的崩溃，然而却无法保证新上台的当权者不是又一批既得利益集团。他认为，解决社会不同利益集团之间的矛盾应该通过民主和法治规则。

## 学生
- 明居正[6][7]

## 著作
他出版的著作包括《当代中国的保守思想》（2007）、《中国与日本的传统与现代化》（1994）、《台湾的政治变迁》（1991）以及《后儒家社会的政治反对派》（1988）。他是《中国文献年鉴》的编辑和《政治评论》的书评编辑。他撰写的著作涵盖中国政治、亚洲国际事务、中国政治思想、国际关系理论以及政党理论。
- Conservative Thought in Contemporary China (Lexington 2007).
- Tradition and Modernization in China and Japan New Horizons in Comparative Politics (Belmont, 1994).
- Political Change on Taiwan:  A Study of Ruling Party Adaptability (New York, 1992).
- Political Opposition in Post-Confucian Society (New York, 1988).
- Chinese Politics After Mao:  Development and Liberalization, 1976 to 1983 (New York, 1983).
- Opposition and Dissent in Contemporary China (Hoover Institution Press, 1977).
- The Politics of the Eighth Central Committee of the Communist Party of China (Hamden, 1973).